# Scott Clendenin
Scott Clendenin (Titusville  (Florida), 17 gennaio 1968 – 24 marzo 2015) è stato un bassista statunitense, bassista del gruppo death metal dei Death dal 1996 fino al loro scioglimento nel 1999.
Dal 1997 al 1999 ha fatto parte anche dei Control Denied ma li ha lasciati ancora prima della registrazione dell'album The Fragile Art of Existence per essere sostituito da Steve DiGiorgio.

## Discografia

### Death
- 1998 - The Sound of Perseverance
- 1998 - Live in L.A. (Death & Raw)
- 2001 - Live in Eindhoven